# Зайонсвілл (Індіана)
Зайонсвілл (англ. Zionsville) — місто (англ. town) в США, в окрузі Бун штату Індіана. Населення — 30 603 особи (2020).

## Географія
Зайонсвілл розташований за координатами 39°57′33″ пн. ш. 86°16′16″ зх. д. / 39.95917° пн. ш. 86.27111° зх. д. (39.959228, -86.271149).  За даними Бюро перепису населення США в 2010 році місто мало площу 26,66 км², з яких 26,56 км² — суходіл та 0,10 км² — водойми. В 2017 році площа становила 138,91 км², з яких 138,58 км² — суходіл та 0,32 км² — водойми.

## Демографія
Згідно з переписом 2010 року, у місті мешкало 14 160 осіб у 5129 домогосподарствах у складі 3872 родин. Густота населення становила 531 особа/км².  Було 5539 помешкань (208/км²).
Расовий склад населення:
| - 94,0 % — білих - 2,7 % — азіатів - 1,2 % — чорних або афроамериканців - 0,1 % — корінних американців |

До двох чи більше рас належало 1,4 %. Частка іспаномовних становила 2,1 % від усіх жителів.
За віковим діапазоном населення розподілялося таким чином: 31,6 % — особи молодші 18 років, 57,5 % — особи у віці 18—64 років, 10,9 % — особи у віці 65 років та старші. Медіана віку мешканця становила 39,6 року. На 100 осіб жіночої статі у місті припадало 94,9 чоловіків;  на 100 жінок у віці від 18 років та старших — 89,9 чоловіків також старших 18 років.
Середній дохід на одне домашнє господарство  становив 150 694 долари США (медіана — 107 604), а середній дохід на одну сім'ю — 173 673 долари (медіана — 134 496). Медіана доходів становила 98 963 долари для чоловіків та 62 308 доларів для жінок. За межею бідності перебувало 2,7 % осіб, у тому числі 3,3 % дітей у віці до 18 років та 5,5 % осіб у віці 65 років та старших.
Цивільне працевлаштоване населення становило 12 339 осіб. Основні галузі зайнятості: освіта, охорона здоров'я та соціальна допомога — 25,8 %, виробництво — 15,3 %, науковці, спеціалісти, менеджери — 13,5 %.